# Волков, Владислав Николаевич
Владисла́в Никола́евич Во́лков (23 ноября 1935, Москва, СССР — 30 июня 1971) — советский лётчик-космонавт СССР № 20, дважды Герой Советского Союза (второй раз звание присвоено посмертно).
Погиб при разгерметизации спускаемого аппарата во время посадки корабля «Союз-11».

## Биография
Владислав Волков родился 23 ноября 1935 года в семье бригадира Филёвского филиала ЦКБМ.
- учился в московской школе № 212, где физику преподавал Каменецкий С. Е., создатель научной школы методистов-физиков.
- 1953 год — поступил в Московский авиационный институт им. Серго Орджоникидзе
- 1959 год — начал работу в ОКБ-1 (КБ Королёва), участвовал в создании многих образцов космической техники, в том числе космических кораблей Восток и Восход
- 1966 год — зачислен в отряд космонавтов (Группа гражданских специалистов № 2)
- 1969 год — совершил свой первый полёт в качестве бортинженера корабля «Союз-7» (12—17 октября). Полёт продолжался 4 суток 22 часа 40 минут 23 секунды.

## Гибель
В 1971 году совершил полёт в качестве бортинженера космического корабля Союз-11 и орбитальной космической станции Салют-1. Полёт продолжался 23 дня 18 часов 21 минуту 43 секунды. При спуске произошла разгерметизация спускаемого аппарата Союз-11, весь экипаж в составе Георгия Добровольского, Владислава Волкова и Виктора Пацаева погиб.
Статистика
| # | Стартовый корабль | Старт, UTC        | Экспедиция           | Корабль посадки | Посадка, UTC      | Налёт                       | Выходы в открытый космос |
| - | ----------------- | ----------------- | -------------------- | --------------- | ----------------- | --------------------------- | ------------------------ |
| 1 | Союз-7            | 12.10.1969, 10:44 | Союз-7               | Союз-7          | 17.10.1969, 09:25 | 04 суток 22 часа 40 минуты  | нет                      |
| 2 | Союз-11           | 06.06.1971, 04:55 | Союз-11, Салют-1 (1) | Союз-11         | 29.06.1971, 23:16 | 23 суток 18 часов 21 минута | нет                      |
|   |                   |                   |                      |                 |                   | 28 суток 17 часов 01 минута | нет                      |

Тело было кремировано. Урна с прахом была помещена 3 июля в Кремлёвской стене (Некрополь у стен Кремля).

## Награды и звания
- 22 октября 1969 года — Герой Советского Союза (медаль № 10722).
- 30 июня 1971 года — Дважды Герой Советского Союза, посмертно.
- Два ордена Ленина (22.10.1969, 30.06.1971).
- Медаль им. К. Э. Циолковского АН СССР.
- Почётный гражданин Караганды (23.10.1969), Кирова (25.03.1970), Калуги (17.10.1969).
- Заслуженный мастер спорта СССР (1969)
- 1970 год — избран председателем Федерации спортивной акробатики СССР.
- Почётный знак ВЛКСМ

## Автор книг
- Волков В. Н. Шагаем в небо, 1971.

## Память
- Научно-исследовательское судно «Космонавт Владислав Волков».
- Кратер на Луне.
- Малая планета (1790) Волков.
- Улицы во многих городах: в Калуге, Ростове-на-Дону в Северном жилом массиве, в Черкассах и Орске в год смерти троих космонавтов появились улицы, названные их именами.
- Улицы в Коростене (переименована в 2022 году[3]) и Кропивницком (переименована в 2023 году[4]).
- Бронзовый бюст (скульптор — Г. М. Тоидзе, архитекторы — И. М. Студенкин, Б. И. Тхор)[5] в Москве на улице Космонавта Волкова.
- Квартал в Луганске, бюст в Ташкенте во дворе школы № 225, памятная доска на одной из школ на улице его имени в Кирове.
- Именем Владислава Волкова, Георгия Добровольского, Виктора Пацаева, а также Владимира Комарова названы четыре планеты в популярной компьютерной игре Mass Effect 2 (созвездие «Память» скопления «Центр Аида»).

- Скверы в Москве (там же установлен его бюст) и Калуге.
- С 1971 года учебный корпус № 6 московской школы № 1576, в которой учился В. Н. Волков с 1946 по 1953 год, носит его имя[6].
- Увековечен в скульптурной композиции «Павший астронавт» — единственной художественной инсталляции на Луне.
- C 1973 года в СССР стали проводить международный турнир спортивных акробатов посвящённые памяти В. Н. Волкова «Кубок Волкова». Эти соревнования получили статус неофициального чемпионата мира.

### Фильмы
- Крутые дороги космоса — СССР, Центрнаучфильм, 1972.
- Добровольский, Волков, Пацаев. Вернуться и умереть — Россия, Первый канал, Тайны века, 2006.
- Гибель «Союза» — Россия, телекомпания «Останкино», ТРК «Петербург — Пятый канал», 2008.

- Почтовые марки СССР
- Групповые полёты космонавтов на космических кораблях «Союз-6», «Союз-7», «Союз-8» (1969, 10 копеек, ЦФА № 3810, Скотт № 3656)
- «Подвиг героев будет жить века» (Памяти экипажа космического корабля «Союз-11») (1971, 4 копейки, ЦФА № 4060, Скотт № 3904)
- Морское судно «Космонавт Владислав Волков»

## Семья
Отец — Николай Григорьевич Волков (1914) — бригадир Филёвского филиала ЦКБМ, на пенсии.
Мать — Ольга Михайловна Волкова (Котова) (1912) — домохозяйка.
Брат — Борис Николаевич Волков (1938) — инженер КБ «Салют»
Жена — Людмила Александровна Волкова (Бирюкова) (1937) — инженер-экономист Минпищепрома.
Сын — Владимир Владиславович Волков (1958)

## Факты
- В фильме «Вирус» местом действия было российское научно-исследовательское судно «Академик Владислав Волков» (в СССР было НИС «Космонавт Владислав Волков»), которым на самом деле, был выведенный из состава американского флота «General Hoyt S. Vandenberg».
- В отряде космонавтов его обычно называли «Вадим»[7].